# Ebeltoft Kommune
Ebeltoft Kommune i Århus Amt blev dannet ved kommunalreformen i 1970. Ved strukturreformen i 2007 indgik kommunen i Syddjurs Kommune sammen med Midtdjurs Kommune, Rosenholm Kommune og Rønde Kommune.

## Tidligere kommuner
Ebeltoft havde været købstad, men det begreb mistede sin betydning ved kommunalreformen. 8 sognekommuner blev lagt sammen med Ebeltoft købstad til Ebeltoft Kommune:
| Kommune           | Folketal 1. januar 1970 | Byer               |
| ----------------- | ----------------------- | ------------------ |
| Ebeltoft          | 3.151                   | Ebeltoft           |
| Agri-Egens        | 745                     | Grønfeld           |
| Dråby             | 1.575                   |                    |
| Helgenæs          | 495                     |                    |
| Hyllested-Rosmus  | 1.429                   | Hyllested og Balle |
| Knebel-Rolsø      | 1.076                   | Knebel og Vrinners |
| Tirstrup-Fuglslev | 1.153                   | Tirstrup           |
| Tved              | 759                     | Tved               |
| Vistoft           | 591                     |                    |
| I alt             | 10.974                  |                    |

## Sogne
Alle sogne i Mols Herred og de sydlige sogne i Djurs Sønder Herred indgik dermed i Ebeltoft Kommune:
- Agri Sogn (Mols Herred)
- Dråby Sogn (Mols Herred)
- Ebeltoft Sogn (Mols Herred)
- Egens Sogn (Mols Herred)
- Fuglslev Sogn (Djurs Sønder Herred)
- Helgenæs Sogn (Mols Herred)
- Hyllested Sogn (Djurs Sønder Herred)
- Knebel Sogn (Mols Herred)
- Rolsø Sogn (Mols Herred)
- Rosmus Sogn (Djurs Sønder Herred)
- Tirstrup Sogn (Djurs Sønder Herred)
- Tved Sogn (Mols Herred)
- Vistoft Sogn (Mols Herred)

## Borgmestre[3]
| Navn                  | Parti                   | Periode   |
| --------------------- | ----------------------- | --------- |
| Jens Aage Rasmussen   | Lokalliste              | 1970-1986 |
| Jørgen Nielsen        | Lokalliste              | 1986-1990 |
| Christian Rose        | Lokalliste              | 1990-1998 |
| Birthe Boje Schaumann | Venstre                 | 1998      |
| Knud Thorgaard        | Socialistisk Folkeparti | 1998-2002 |
| Jørgen Brøgger        | Lokalliste              | 2002-2006 |

## Rådhus
Danmarks første kommercielle privathospital, Mermaid Clinic, åbnede i efteråret 1989 på Lundbergsvej 2 i Ebeltoft, men det gik konkurs i foråret 1994. Senere erhvervede Ebeltoft Kommune bygningerne og indrettede dem som rådhus, der nu også er Syddjurs Kommunes rådhus.